# 熊谷豪
熊谷 豪（くまがい ごう、1983年4月4日 - ）は日本の経営者。シングラー株式会社創業者CEO。東京都世田谷区で出生、福岡県育ち。明治大学商学部卒業。
ベンチャー企業やスタートアップ企業の採用を成功に導く名物人事。日本に『1dayインターン』を定着させた立役者と言われている。
人材採用コンサルティングでIT業界、コンサルティングファーム、消費財メーカー、教育業界など幅広く企業の採用を成功に導いている。

## 略歴
- 2002年3月 - 弘学館高等学校卒業
- 2008年3月 - 明治大学（商学部）卒業
- 2007年4月 -  モバイル広告代理店入社
- 2008年4月 - 人材採用責任者
- 2011年11月 - HRdirection株式会社創業　代表取締役社長[1][2]
- 2014年6月 - 株式会社インターファーム取締役を兼務
- 2016年11月 - シングラー株式会社創業　代表取締役社長[3]
- 2018年5月 - M&Aを経てパーソルホールディングスに参画、引き続きシングラー株式会社創業者CEO[4][5]